# Lothar Engelbert Schücking

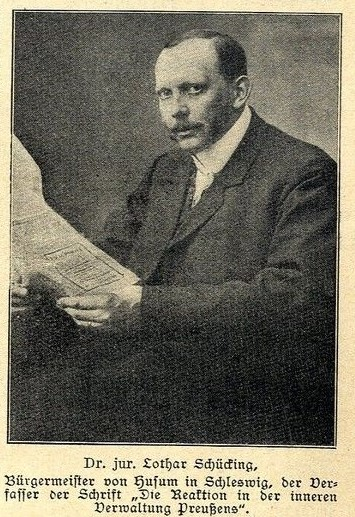
Lothar Engelbert Schücking (1908)

Lothar Engelbert Schücking (* 30. April 1873 in Wollin; † 2. Februar 1943 in Sassenberg) war ein deutscher Jurist, Schriftsteller, Politiker, Pazifist und Heimatforscher.

## Familie
Die Schückings sind eine alte, im Münsterland ansässige, ursprünglich aus Coesfeld stammende Patrizierfamilie, die im Laufe der Jahrhunderte viele herausragende Persönlichkeiten hervorgebracht hat. Schücking war das älteste Kind Lothar Carl Levin Schückings und von dessen Frau Luise Wilhelmine Amalie geb. Beitzke (1849–1920) und damit väterlicherseits ein Enkel Levin Schückings. Er war der Bruder des Politikers und Völkerrechtlers Walther Schücking (1875–1935) und des Anglistikprofessors und Shakespeareforschers Levin Ludwig Schücking (1878–1964).
Ein Jahr nach Schückings Geburt zog die Familie von Wollin nach Burgsteinfurt, später nach Münster um. In Münster besuchte Schücking das Gymnasium Paulinum, an dem er 1892 sein Abitur ablegte.
Er heiratete am 26. Okt. 1906 in Osnabrück Eva Bachmann (* 1880; † 1966) aus Osnabrück, die Tochter des Juristen Julius Bachmann (1844–1924). Dieser Ehe entsprangen die zwei Kinder
- Julius Lothar (* 1. August 1904 in Osnabrück, Dr. phil., Journalist und Kritiker, später Schriftleiter, seit 1945 in Russland vermisst)
- Eva (* 5. Mai 1908 in Husum; † 3. Januar 1971; Studienrätin).

Die Ehe wurde am 6. Februar 1912 geschieden. Schückings zweite Ehefrau wurde am 7. April 1919 in Altona Ellen Louise Hudoffsky (* 1894; † 1969). Dieser Ehe entsprangen die drei weiteren Kinder
- Annette Gerhardine Louise Schücking-Homeyer (Richterin, * 1. März 1920 in Dortmund, † 2017, 2 Kinder)
- Sybille Katharina Schücking-Helfferich (Tierärztin, * 15. Juni 1921 in Dortmund, † 24. Oktober 2000 in Warendorf, 4 Kinder)
- Engelbert Schücking (Astrophysiker, * 23. Mai 1926 in Dortmund, † 5. Januar 2015 in Greenwich Village, New York City, 5 Kinder)

## Leben
Schücking, er war Bürgermeister von Husum, veröffentlichte 1908 mit dem in Klammern gesetzten Zusatz „Bürgermeister X. Y. in Z.“ die aufsehenerregende Kampfschrift Die Reaktion in der inneren Verwaltung Preußens. Die Schrift erschien im Verlag der von Friedrich Naumann herausgegebenen Zeitschrift „Die Hilfe“; Buchgestalter war Adolf Amberg. Daraufhin strengte der preußische Innenminister Friedrich von Moltke ein Disziplinarverfahren an, wodurch er eine Amtsenthebung Schückings zu erreichen hoffte. Schücking, der bereits im Januar 1909 sein Bürgermeisteramt niedergelegt hatte, wurde wegen erheblicher Pflichtverletzung zu einer Geldstrafe verurteilt. In einem anschließenden Berufungsverfahren verurteilte ihn das Preußische Oberverwaltungsgericht im September 1909 wegen Verletzung der Treuepflicht; sein Pensionsanspruch und Titel wurden ihm aberkannt.

## Werke
- Das Gericht des westfälischen Kirchenvogts (900–1200). Ein Beitrag zu der deutschen Gerichtsverfassung und dem Gerichtsverfahren im Mittelalter, In: Zeitschrift für vaterländische Geschichte und Altertumskunde (Westfalen) Bd. 55, 1 (1897), S. 1–44.
- Die Fürstentümer Münster und Osnabrück unter französischer Herrschaft. Münster 1904.
- Die Reaktion in der inneren Verwaltung Preußens. Buchverlag der „Hilfe“, Berlin-Schöneberg 1908.
- Demokratische Betrachtungen. München 1909.
- Die Missregierung der Konservativen unter Kaiser Wilhelm II. München 1909.
- Das Elend der preußischen Verwaltung. München 1911.
- Die Demokratisierung der Justiz 1913[3]
- Die innere Demokratisierung Preußens. Die Demokratisierung der inneren Verwaltung. München 1919.
- Ein Jahr auf Oesel, Beiträge zum System Ludendorffs. Berlin 1920.
- Die pazifistische Grundlage der mittelalterlichen Verfassung des Fürstbistums Münster. Leipzig 1924.
- Christoph Bernhard von Galen, Fürstbischof von Münster: Ein Charakterbild des Barock (1606–1678). Emsdetten 1940.